# Ільєнко Володимир Дмитрович
Володимир Дмитрович Ільєнко (16 квітня 1945, с.Краснопілка, нині у складі с. Бурти Кагарлицький район Київська область — 28 квітня 2021) — український актор театру та кіно, заслужений артист України (1997).

## Біографія
У 1969 році закінчив Київський державний інститут театрального мистецтва ім. І. К. Карпенка-Карого (курс народного артиста України Миколи Рушковського). З 1978-го року, з моменту його заснування, працював у Київському театрі драми і комедії на лівому березі Дніпра, на сцені якого зіграв більше 50 ролей.

## Театральні ролі
Київський театр драми і комедії на лівому березі Дніпра
1. 1979 — «Высшая точка — любовь» — Ліньов, член парткому
2. 1979 — «Турбота» — Криниця, Дробиш
3. 1979 — «Драма у вчительській» — Савелій Григорович
4. 1979 — «Сержанте, мій постріл перший» — Чекумаєв
5. 1979 — «Мені 30 років» — Іванов
6. 1981 — «Молва» — Терентій Пасинков
7. 1982 — «Любов під в'язами» — Сімеон
8. 1982 — «Настасья Пилипівна» — Фердищенко
9. 1982 — «Правда пам'яті» — Левченко
10. 1982 — «Жарт диявола» — Клинов
11. 1983 — «Закон вічності» — Професор, Тамада, Жонглер, Гервасі, Бандаладзе
12. 1983 — «Третій» — Майор
13. 1983 — «Манон Леско» — Сіннеле
14. 1984 — «Агент 00» — помічник Головного шефа
15. 1984 — «Гамлет» за п'єсою  Вільяма Шекспіра; реж. Едуард Митницький — Гільденстерн
16. 1985 — «Готель „Асторія“» — Рубльов
17. 1985 — «Чайка» — Шамраєв
18. 1985 — «П'ять романсів в старому домі» — Леонід
19. 1986 — «Оптимістична трагедія» — Боцман
20. 1987 — «Відображення кохання» — Березовський
21. 1987 — «Блондинка» — Філімонов
22. 1987 — «Спортивні сцени 1981 року» — Незнайомець
23. 1988 — «Скамійка» — Він
24. 1988 — «Остання ніч Сократа» — Охоронець, він же Сократ
25. 1988 — «Собаче серце» — Репортер, Товстий
26. 1988 — «Я завжди твоя наречена» — Фронтовик
27. 1989 — «Поліція» — Сержант поліції
28. 1990 — «Острів скарбів» за романом Р.-Л. Стівенсона — Ізраель Хендс
29. 1991 — «Полонений тобою» — Іванов, він же Цу Сяо
30. 1991 — «Флоранс була шатенкою» за п'єсою «За зачиненими дверима» Ж.-П. Сартра — Коридорний
31. 1991 — «Дитина до листопада» — Віктор
32. 1992 — «Наречений з Єрусалиму» за п'єсою «Важкі люди» Й. Бар-Йосефа — Еліезер Вайнгартен
33. 1993 — «Каприз принцеси» — Лісовик
34. 1995 — «Майн Кампф, або Шкарпетки у кофейнику» — Хіммшлист
35. 1996 — «Дура» — Лабланш, Кардиналь
36. 1997 — «Живий труп» — Судовий слідчий
37. 1997 — «Любов до трьох апельсинів» — Моргана, Дерево
38. 1998 — «Рогоносець» — Граф
39. 1999 — «Вічний чоловік» — Захльобінін
40. 2001 — «Сильвія» — Том
41. 2002 — «Одриуження» — Яєчня
42. 2003 — «Корсиканка» — Бертран
43. 2003 — «Таємниця пристрасті пекучої» за п'єсою «Романтики» Е. Ростана — Паскіно
44. 2004 — «Торгівці гумою» — Йоханан Цингербай
45. 2004 — «Вишневий сад» — Фірс
46. 2005 — «Ромео та Джульєтта» — Монтеккі
47. 2008 — «Не все коту масляня» — Єрміл Зотович Ахов

## Фільмографія
1. 1995 — Острів любові (телесеріал) — Коля, чоловік Валерії
2. 2002 — Під дахами великого міста — Трофімов
3. 2005 — ПтахоLOVE (короткометражний фільм)
4. 2006 — Повернення Мухтара–3 (телесеріал) — Герасим
5. 2007 — Серцю не накажеш (телесеріал) — епізод
6. 2009 — Полювання на Вервольфа — Отець Лука